# Societas Adunationis

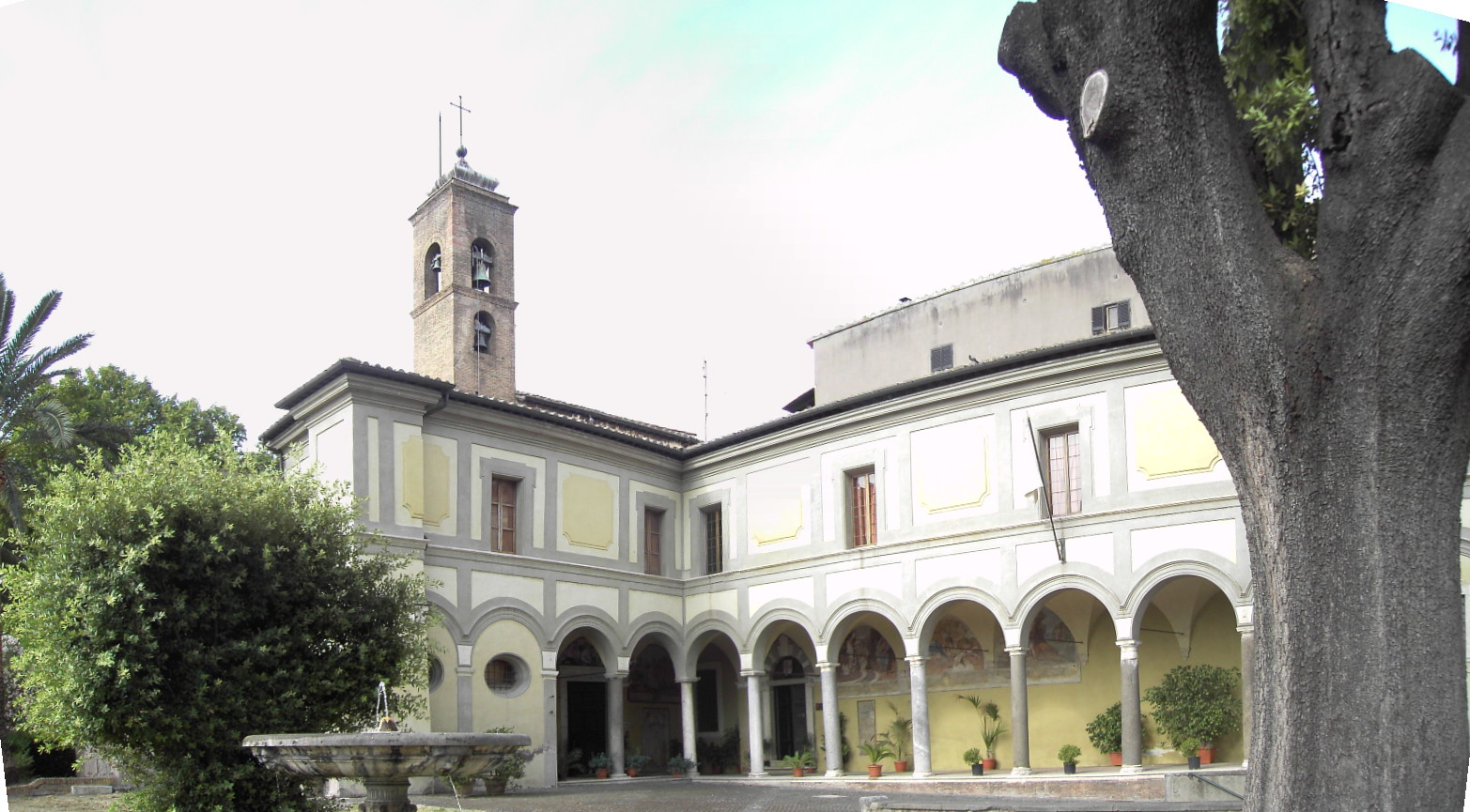
Generalhaus der Kongregation

Die Societas Adunationis (lat.: Congregatio Fratrum Adunationis Tertii Regularis Ordinis S. Francisci, Ordenskürzel: SA, de.: Regulierte Franziskaner-Terziarier von der Wiedervereinigung  Paul Francis Wattson, en.: Friars of the Atonement  oder Society of the Atonement, fr.: Frères de l'Atonement) ist eine ursprünglich episkopalische, später katholische Ordensgemeinschaft des Dritten Ordens in der Familie der Franziskanischen Orden.

## Geschichte
Die anglikanische Ordensgemeinschaft „Congregatio Fratrum Adunationis Tertii Regularis Ordinis S. Francisci“ wurde 1899 von Pater Paul Francis Wattson in Graymoor, New York nach den Ordensregeln der Franziskaner gegründet und gehörte der Episkopalkirche der Vereinigten Staaten von Amerika an. Ihre erste Heimat fanden sie in der Nachbarschaft der St. Philip’s Church in the Highlands. Beim Aufbau der Gemeinschaft wurde Wattson von Schwester Lurana White begleitet, die ebenfalls an einer franziskanischen Ordensgemeinschaft interessiert war. Die Ordensmitglieder der so entstandenen „Societas Adunationis“ wurden als die „Graymoor Friars“ (Mönche von Graymoor) bekannt, ihr gemeinsames Werk sollte die Sühne und Versöhnung (en.: atonement) sein. In der Folgezeit kam es zwischen der Gemeinschaft und der Episkopalkirche zu erheblichen Meinungsverschiedenheiten, die Ordensmitglieder bekannten sich mehrheitlich zu den Ordensregeln der römisch-katholischen Franziskanerorden.
1907 erteilte die Generalversammlung der Episkopalkirchen das Predigtrecht auch an Prediger anderer Konfessionen. Damit spalteten sich die Gemeinsamkeiten zwischen Wattson und der Episkopalkirche, es folgte der Bruch. Am 30. Oktober 1909 trat Paul Francis Wattson, gemeinsam mit weiteren Konvertiten, in die römisch-katholische Kirche ein. Die nun römisch-katholische Gemeinschaft wuchs immer mehr auf und breitete sich aus, ihren ersten Missionsauftrag übernahmen sie in Texas und danach in British Columbia. 1949 eröffneten sie eine Mission in Japan und eine Niederlassung in Rom. In Rom befindet sich auch das Generalhaus. In den späten 1950er Jahren gingen die ersten Ordensangehörigen nach Brasilien, Jamaika und auf die Westindischen Inseln. Bis heute weiteten sie ihre Missionsarbeit bis nach England, Kanada und in den Vereinigten Staaten aus.

## Ordensgründer Paul Francis Wattson
Paul Francis Wattson wurde 1863 als Sohn eines Geistlichen der Episkopalkirche geboren. Am 30. Oktober 1909 wurde er vom römisch-katholischen Priester Joseph Conroy (späterer Bischof von Ogdensburg) in die Gemeinschaft der römisch-katholischen Kirche aufgenommen. 1910 wurde er in Dunwoodie zum Priester geweiht, er gründete das Saint Christopher‘s Inn (ein Gasthaus für Obdachlose), die Graymoor Press und, zusammen mit Richard Doyle, die Catholic Near East Welfare Association. Wattson initiierte die Weltgebetsoktav aus der die heutige Weltgebetswoche für die Einheit der Christen entstand. Die Weltgebetswoche wird jährlich im Zeitraum 18. bis 25. Januar durch den Ökumenischen Rat der Kirchen (ÖRK) durchgeführt und wurde 1910 durch Papst Pius X. (1903–1914) befürwortet und 1916 durch Papst Benedikt XV. (1914–1922) auf die katholische Kirche ausgebreitet. Wattson starb 1940.

## Adunatio
Im 2. Brief des Paulus an die Korinther schreibt der Apostel zum Dienst der „Versöhnung“: 

„Wenn also jemand in Christus ist, dann ist er eine neue Schöpfung: Das Alte ist vergangen, neues ist geworden. Aber das Alles kommt von Gott, der uns durch Christus mit sich versöhnt und uns den Dienst der Versöhnung aufgetragen hat. Ja, Gott war es, der in Christus die Welt mit sich versöhnt hat, indem er den Menschen ihre Verfehlungen nicht anrechnet und uns das Wort von der Versöhnung (zur Verkündigung) anvertraute.“

Die Namensgebung der Ordensgemeinschaft leitet sich von diesem Bibeltext ab und das Wort Versöhnung steht hier im gedanklichen Mittelpunkt. Aus dem Englischen hergeleitet bedeutet es auch „Reconciliation“, also Versöhnung oder Beilegung eines Streits, während der englische Begriff „atonement“ für Buße oder Sühne steht. Das lateinische „adunatio“  bezeichnet die Vereinigung oder Einswerdung.